# Centrální dispečerské pracoviště Přerov
Centrální dispečerské pracoviště Přerov (CDP Přerov) je pracoviště Správy železnic, které sídlí v Přerově a zajišťuje dálkové řízení vlakového provozu na území Moravy a Slezska. Pracoviště, technologie a technické zázemí je od roku 2011 v nové budově CDP v Přerově.

## Historie
Původní pracoviště CDP Přerov se nacházelo v budově na Tovární 3. Provoz byl zahájen v listopadu 2006. V prvním podlaží byly umístěny dva sály, technologická místnost, místnost DOZ, místnost sdělovací techniky a místnost dispečerů železniční dopravní cesty a další. V sálech č. 1 a 2 byla pracoviště řídicích a úsekových dispečerů a operátorů. Pracoviště dispečerů řízení vlakového provozu Přerov zabezpečovalo z řídicího sálu č. 1 ovládání tratě Přerov –  Břeclav, z sálu č. 2 tratě Ostrava – Svinov – Přerov.
Vzhledem k modernizaci drah a nárůstu dálkově řízených úseků byly prostory stávajícího pracoviště CDP nevyhovující. V roce 2011 bylo pracoviště CDP přestěhováno do nově postavené budovy.
Od roku 2016 je pro dálkové řízení vlakového provozu na území Čech v provozu CDP Praha.
CDP Přerov v roce 2019 zabezpečovalo řízení provozu na 430 kilometrech železničních tratí, v 58 železničních stanicích a 41 železničních zastávkách na území Moravy a Slezska. Do budoucna se plánuje řízení provozu na více než tisíci kilometrech železničních tratí na Moravě a Slezsku.

## Budova
V letech 2009 až 2011 byla v Přerově v blízkosti železničních kolejí postavena pětipodlažní budova s centrální schodišťovou halou. Stavba je monolitický železobetonový skelet o pěti podlažích s plochou střechou a centrální schodišťovou halou. Fasáda je dvouplášťová s keramickým obkladem. Ve střeše nad schodištěm jsou dva světlíky, které prosvětlují vestibul přes prosvětlovací otvory v patrech. Hlavní vstup do budovy je na severní straně fasády, ve východní jsou vjezdy do čtyř garáží a vstupy do technických prostor. V hale se nachází jednoramenné schodiště, výtah a prosvětlovací otvory. Náklady na výstavbu přesahovaly 227 milionů Kč.
Vzhledem k zátopovému území je v prvním a druhém nadzemním podlaží umístěno zázemí, technologie je v druhém nadzemním podlaží. V dalších patrech se nacházejí řídicí sály a kanceláře.

## Řízení provozu
V roce 2011 byly v provozu čtyři sály, z nichž byl dálkově řízen provoz:
- Přerov (mimo) – Břeclav
- Přerov (mimo) – Polanka nad Odrou
- Přerov (mimo) – Olomouc (připojeno až 2016) – Česká Třebová (mimo)
- uzel Přerov
- Brno – Břeclav – Lanžhot[10]
- Veselí nad Moravou (mimo) – Vlárský průsmyk

Následně bude uvedeno řízení tratí z dalších sálů:
- Ostrava – Bohumín – Petrovice u Karviné – státní hranice,
- Dětmarovice – Český Těšín – Mosty u Jablunkova – státní hranice,
- Ostrava-Svinov – Ostrava-Kunčice – Český Těšín,
- Hranice na Moravě – Vsetín – Horní Lideč – státní hranice,
- Brno – Přerov,
- Brno – Havlíčkův Brod (mimo),
- Brno – Česká Třebová (mimo)

## Uzel Přerov
Celá stanice Přerov (Přerov osobní nádraží a Přerov přednádraží) je vybavena zabezpečovacím zařízením ESA 44, jehož celá technologie je umístěna v budově CDP Přerov. Doprava v uzlu Přerov je řízena ze sálu, který je umístěn v budově CDP Přerov mezi sály CDP1 (Břeclav–Přerov), CDP2 (Přerov–Ostrava) a CDP3 (Přerov–Česká Třebová). Sál má stupňovitou podlahu, je vybaven velkoplošnými obrazovkami VEZO a JOP. Vybavení sálu je obdobné jako u ostatních sálů, ale má rozdílnou činnost a obsazení. Dopravní provoz uzlu Přerov zajišťuje pět zaměstnanců v řídicím sále a jeden venkovní výpravčí v osobním nádraží. Na nejvyšším stupni v sále sedí vedoucí směny a zároveň dozorčí provozu, který má za úkol mimo jiné koordinace technologických úkonů na vlacích všech dopravců a zajišťuje kontakt řízení provozu Správy železnic s vlakotvorbou ČD Cargo a podílí se na zpracování vlaků písemnými rozkazy. Zabezpečovací zařízení obsluhují  tři dispečeři: řídící dispečer, úsekový dispečer pro osobní nádraží a úsekový dispečer pro přednádraží. Kamerové systémy a informační systémy pro cestující má na starosti operátor dopravy.

## Druhá budova CDP
V roce 2022 zadala Správa železnic zakázku na zpracování projektu nové budovy CDP sdružení Moravia Consult a Sudop Praha. Nová budova by měla mít šest pater se šesti dispečerskými sály. Součástí bude prostor pro řízení provozu na vysokorychlostních tratích na Moravě a Slezsku. Náklady na postavení budovy se odhadují na 1,6 miliardy korun.